# Benoît Batraville
Benoît Batraville, apodado "Ti-Benwa" (1877-1920), fue un maestro y líder revolucionario haitiano que se opuso a la ocupación estadounidense del país. Fue ejecutado por el Cuerpo de Marines de los Estados Unidos.